# 尼泊尔胡椒
尼泊尔胡椒（学名：Piper nepalense）为胡椒科胡椒属的植物。分布在不丹、印度、尼泊尔以及中国大陆的云南等地，生长于海拔1,180米至2,200米的地区，多生于密林中以及树上，目前尚未由人工引种栽培。